# SoulSpell
Heleno Vale’s SoulSpell (англ. Заклинание Души Хелено Вале) — симфо-метал/пауэр-метал проект бразильского музыканта Хелено Вале. Как и в ряде других подобных проектов, таких как Avantasia или Ayreon, в работе над SoulSpell принимает участие большое количество приглашённых вокалистов и музыкантов. На данный момент в дискографию проекта входят три полноформатных альбома.

## История
Хелено Вале задумал масштабный музыкальный проект, поскольку он являлся большим поклонником многих бразильских вокалистов и хотел представить их работу всему миру. Он начал с работы над сценария, после чего написал музыку для песен и после этого занялся приглашением вокалистов. В основу сюжета легла, по словам Хелено Вале, легла реальная история, рассказанная его другом. Поначалу он не был уверен, что переложит её на музыку, однако вскоре он начал писать тексты песен на данный сюжет, и эта работа показалась ему интереснее написания песен для обычных рок-групп. Дебютная работа SoulSpell под названием A Legacy of Honor вышла в 2008 году в Бразилии под лейблом Hellion Records и в Японии под лейблом Spiritual Beast. Согласно опросу проведённому уважаемым бразильским изданием Roadie Crew альбом занял четвёртое место в списке главных событий года и девятое место в списке лучших альбомов 2008 года. Первый тираж A Legacy of Honor был распродан в течение четырёх месяцев. По словам самого Вале, во время работы над альбомом он набрался музыкального опыта и вырос как композитор.
Для работы над новым альбомом SoulSpell Хелено Вале пригласил несколько музыкантов с мировым именем, таких как Джон Олива (ex-Savatage, Trans-Siberian Orchestra), Зак Стивенс (ex-Savatage, Trans-Siberian Orchestra) и Роланд Грапов (ex-Helloween, Masterplan), вокалиста известной бразильской группы Angra Эду Фалачи, а также четырёх начинающих бразильских вокалистов. В качестве источников вдохновения Хелено Вале назвал такие группы и проекты как Iron Maiden, Avantasia, Ayreon, Judas Priest, Kamelot, Helloween и другие.
Оформлением альбомов занимались два приглашённых Вале художника. Обложку к первому альбому создал французский художник Дж. П. Фурнье, ко второму — англичанин Джон Авон. Портреты персонажей рок-оперы были нарисованы пятью бразильскими художниками, выбранными самими фанатами SoulSpell при голосовании на официальном сайте.
В 2010—2011 состоялся концертный тур SoulSpell по городам Бразилии. 12 октября 2012 вышел новый альбом SoulSpell, получивший название Hollow's Gathering. Вскоре после его выхода Хелено Вале сказал, что SoulSpell продолжит концертную деятельность, не исключив возможность заграничного тура. Он также планирует записать четвёртый альбом, вновь проведя конкурс среди бразильских вокалистов для участия в его записи.

## Дискография
- Just Let The Time Flows... (Demo) — 2006.
- A Legacy of Honor — 2008.
- The Labyrinth of Truths — 2010.
- Hollow's Gathering — 2012.
- The Second Big Bang — 2017.